# Hanae Shibata
Hanae Shibata (柴田 華絵, Shibata Hanae, Kitakyushu, 27 juli 1992) is een Japans voetbalster die als middenvelder speelt bij Urawa Reds.

## Carrière

### Clubcarrière
Shibata begon haar carrière in 2011 bij Urawa Reds. Met deze club werd zij in 2014 kampioen van Japan.

### Interlandcarrière
Shibata nam met het Japans nationale elftal O20 deel aan het WK onder 20 in 2012. Daar stond zij in alle zes de wedstrijden van Japan opgesteld en zij scoorde daarin drie doelpunten. Japan behaalde brons op het wereldkampioenschap.
Shibata maakte op 4 augustus 2015 haar debuut in het Japans vrouwenvoetbalelftal tijdens een wedstrijd tegen Zuid-Korea.

## Statistieken
| Japans vrouwenvoetbalelftal | Japans vrouwenvoetbalelftal | Japans vrouwenvoetbalelftal |
| Jaar                        | Wed.                        | Dlp.                        |
| --------------------------- | --------------------------- | --------------------------- |
| 2015                        | 1                           | 0                           |
| Totaal                      | 1                           | 0                           |